# Kochersberg (Landschaft)

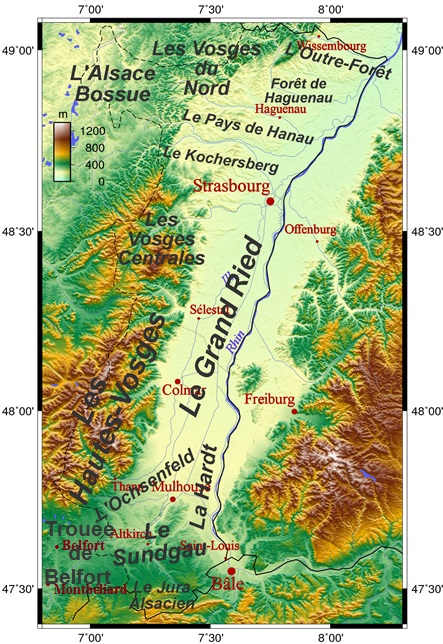
Naturräume im Elsass

Der Kochersberg ist eine Landschaft in der Oberrheinischen Tiefebene im Unterelsass nordwestlich der Stadt Straßburg. Historisches Zentrum ist der 302 m hohe Kochersberg mit der abgegangenen Burg Kochersberg. Aktuelles Zentrum ist der Ort Truchtersheim. Der Kochersberg erstreckt sich zwischen den Tälern der Zorn im Norden und der Breusch im Süden. Im Westen reicht er bis zur Zaberner Steige, im Osten bis zur Hochterrasse des Rheins.
Der Kochersberg ist ein landwirtschaftlich geprägtes Gebiet, bedingt durch den hier verbreiteten Lößboden. Traditionell unterschieden vom Kochersberg wird das Ackerland um Ittenheim. Die Menschen des Kochersbergs bewahren alte Traditionen und Glaubensvorstellungen, bisweilen gelten sie den Straßburgern als bäuerlich und rückständig.

## Geschichte
Der Kochersberg bildete ein Amt im Hochstift Straßburg. Seit dem 17. Jahrhundert geriet das Hochstift unter französischen Einfluss. Während des Holländischen Krieges schlug der spätere Marschall von Frankreich François de Créquy in der Schlacht bei Kochersberg am 7. Oktober 1677 die Truppen Kaiser Leopolds I.
Der kommunale Zweckverband Syndicat intercommunal à vocation multiple du Kochersberg ging 2011 im Kommunalverband Communauté de communes du Kochersberg auf.

## Maison du Kochersberg
Die Maison du Kochersberg in Truchtersheim, eine Einrichtung des Kommunalverbandes Kochersberg und zuvor des kommunalen Zweckverbandes Kochersberg, ist der Aufgabe gewidmet, das kulturelle Erbe der Region zu bewahren. Gegründet im Jahr 1982 und seitdem mehrfach erweitert präsentiert es wechselnde Ausstellungen zu regionalen Themen und gibt die zweimal jährlich erscheinende Zeitschrift Kocherschbari heraus.